# Château de Gruyères
Cet article concerne le château situé en Suisse, dans la ville de Gruyères. Pour le château homonyme situé dans les Ardennes, en France, voir Château de Gruyères (Ardennes).
Le Château de Gruyères est un château situé dans la commune suisse de Gruyères dans le canton de Fribourg. C'est le deuxième château le plus visité de Suisse après le château de Chillon. Ouvert au public depuis 1939, il propose  des expositions temporaires en plus de la visite des salles et du jardin.

## Histoire

### Les comtes de Gruyère
La maison comtale était l'une des plus importantes de la Suisse romande. Ses origines sont toutefois encore incertaines. Pendant près de cinq siècles, les comtes de Gruyère ont gouverné un vaste territoire. La dynastie s'éteint en 1554 avec le dernier comte, Michel de Gruyère, accablé par des dettes importantes. Incapable de les rembourser, il cède l'ensemble de ses possessions à ses principaux créanciers, les villes de Fribourg et de Berne.

### Siège administratif
À partir de 1555, le château devient le siège des baillis, représentants de l'autorité fribourgeoise, puis des préfets à partir de 1798. Il reste un centre administratif régional jusqu'en 1848, date à laquelle la préfecture est transférée à Bulle. L'année suivante, le château est mis en vente.

### Période Bovy et Balland et "La Colonie"
En 1849, le château est acquis par les frères Jean-François (dit John), Antoine, et Daniel Bovy, originaires de Genève. Ils en font une résidence d'été et y établissent une communauté d’inspiration fouriériste appelée « La Colonie ». Chargé de la rénovation, Daniel Bovy (1812-1862) invite des peintres renommés, dont Jean-Baptiste-Camille Corot, mais aussi des artistes suisses comme Barthélemy Menn, Henri Salzmann ou encore Auguste Baud-Bovy.
Les restaurations entreprises par les frères Bovy nécessitent des investissements considérables. En 1861, Louis-Émile Balland, beau-fils et neveu des frères Bovy, reprend la gestion du château. Cependant, malgré ses efforts, la famille est contrainte de se séparer du domaine après trois générations, en raison des coûts élevés liés à l’entretien et à la rénovation de l’édifice.

### Musée public et conservation
En 1938, le château est racheté par l'État de Fribourg, qui le transforme en musée. Depuis 1993, une fondation assure l'exploitation et la conservation du site. Le château perpétue également sa tradition d'accueil artistique en organisant des expositions temporaires et des événements culturels.

## Situation géographique
Le château de Gruyères est situé à l’entrée de la vallée de l’Intyamon, sur un verrou glaciaire, d’où il domine la vallée moyenne de la Sarine des Préalpes fribourgeoises. Le château a été implanté sur une colline haute de 115 mètres par rapport à la plaine environnante, ce qui lui conférait une position stratégique importante. En effet, durant le Moyen Âge, la vallée de la Sarine offrait un accès vers le Valais par les cols des Mosses, menant au Chablais vaudois et du Sanetsch menant directement au Valais central.
Le château contrôlait l’accès à la vallée de l’Intyamon et permettait de surveiller les alentours. De la colline, le regard porte en effet jusqu’à Bulle au nord, à Charmey dans la vallée dans la Jogne à l’est et à Grandvillard au sud. Au Moyen Âge, durant la période comtale, le château pouvait communiquer visuellement avec les châteaux de la Tour-de-Trême et de Montsalvens (ce dernier est aujourd'hui en ruine).

## Architecture et collections

### Extérieur
Le château de Gruyères est construit selon le plan architectural du carré savoyard, un modèle que l'on retrouve également aux châteaux de Bulle et d’Yverdon. Son corps de logis est protégé dès le XIIIe siècle par une enceinte quasi carrée, flanquée d’une grande tour. Autrefois, des échauguettes coiffaient les angles des murailles.

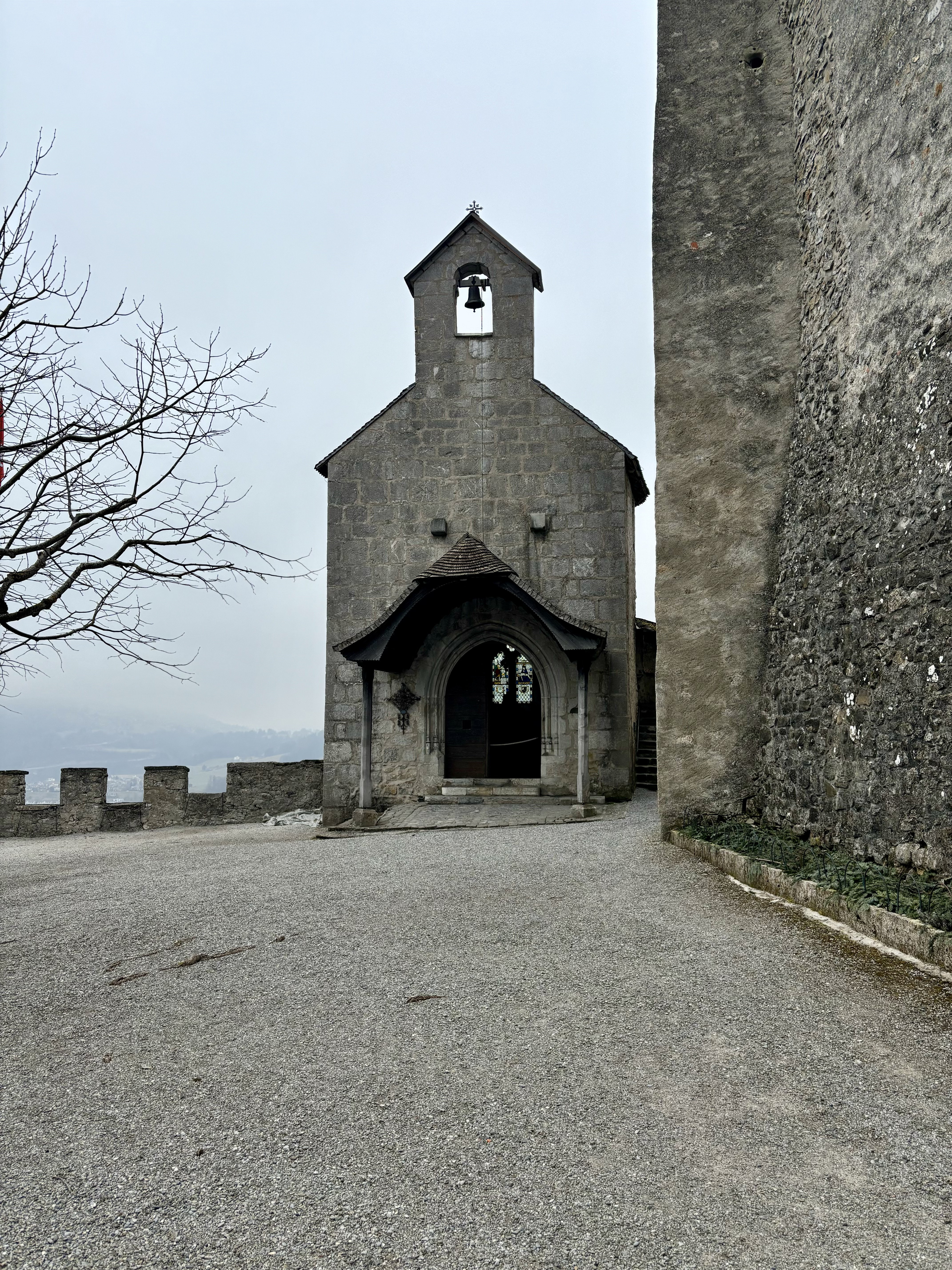
Chapelle aménagée en 1480 dans une ancienne tour défensive

L’esplanade du château, encerclée par un second ensemble de fortifications, résulte de remaniements effectués dès la seconde moitié du XVe siècle. Avant de devenir un espace de détente, cet emplacement accueillait le premier bourg de Gruyères, mentionné pour la première fois dans les sources en 1244. Au centre de l’esplanade, un puits circulaire est installé au XVIIIe siècle par les baillis fribourgeois.
L’actuelle chapelle Saint-Jean-Baptiste est intégrée dans une tour de l’enceinte. Son aménagement remonte à 1480, sous l’impulsion du comte Louis de Gruyère et de son épouse Claude de Seyssel, comme l’atteste une inscription gravée sur son portail d’entrée. Ses vitraux, réalisés en 1482 par un atelier de Vevey, illustrent saint Jean-Baptiste baptisant le Christ ainsi que la Vierge de Pitié. Sous cette dernière figurent les armoiries et effigies du comte Louis et de son épouse.
Les jardins du château ont connu plusieurs transformations au fil des siècles. À l’origine conçus selon la tradition médiévale, ils deviennent sous l’administration des baillis fribourgeois un espace de promenade. Au XIXe siècle, la famille Bovy les réaménage et leur donne les caractéristiques des jardins à la française. Le chemin de ronde, qui entoure les jardins, permettait aux gardes d’assurer la surveillance des vallées environnantes. Les remparts comportent deux tours principales : la tour carrée et la tour à cinq pans, cette dernière ayant été utilisée temporairement comme poudrière.

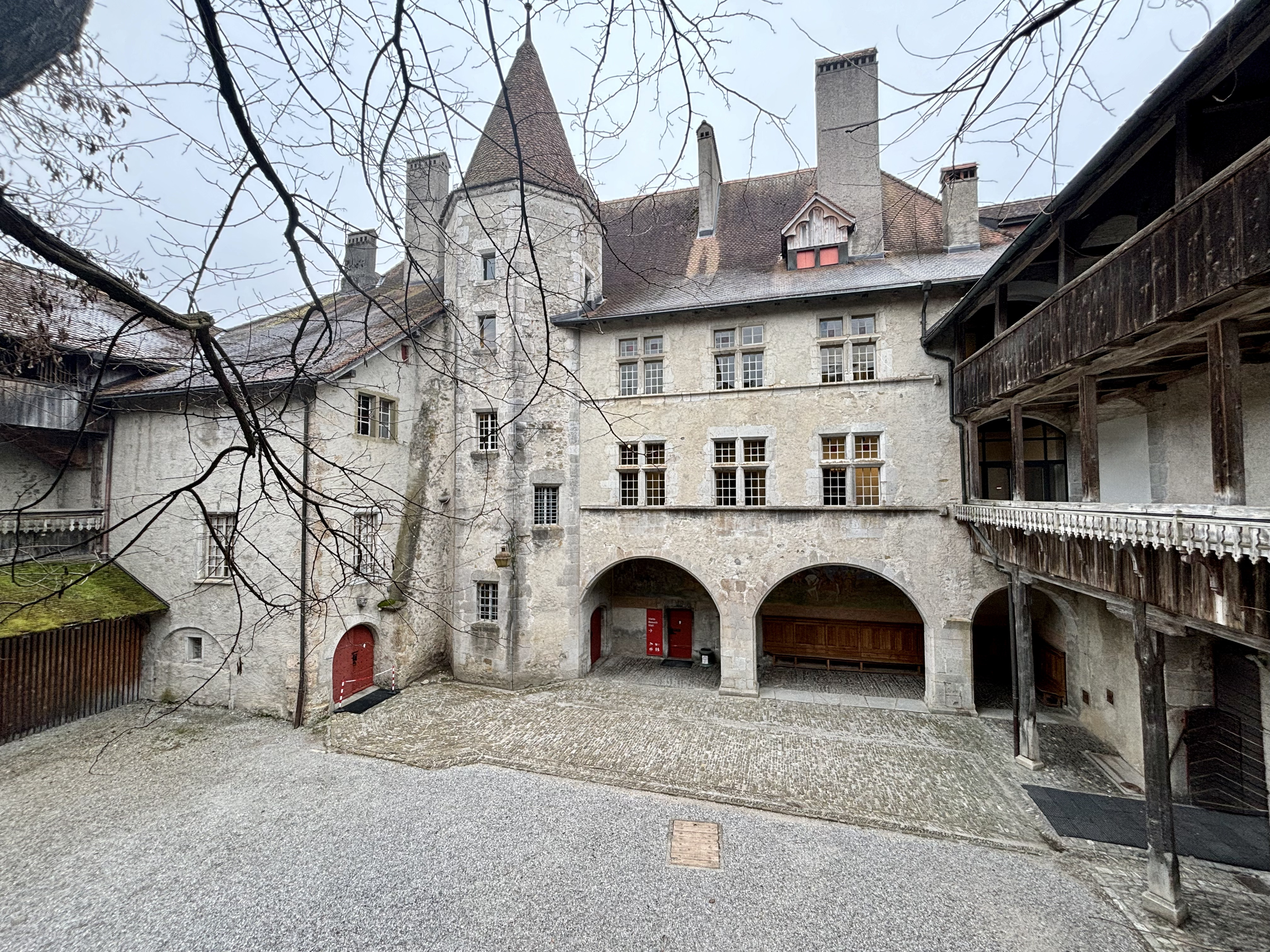
Vue sur le corps de logis et la tour-escalier

Située au nord de la cour, la tour du Prisonnier doit son nom aux suppositions selon lesquelles elle aurait servi de geôle. Son usage exact demeure incertain, bien que certaines théories suggèrent qu’elle ait également pu abriter des latrines.
Au XVe siècle, le comte Louis de Gruyère entreprend d’importants travaux de transformation, faisant évoluer la forteresse en demeure seigneuriale. La cour du château témoigne de ces modifications : des galeries en pierre remplacent les anciennes galeries en bois du corps de logis, tandis qu’une tour-escalier est construite pour relier les différents niveaux du château. Bien que ces aménagements aient initialement été prévus pour s’étendre à toute la cour, ils sont interrompus autour de 1540. Sous les arcades, une peinture murale représentant la légende de la Belle Luce a été réalisée vers 1900 par le peintre Francis Furet. En 1904, des bancs en bois arborant les armoiries des familles Gruyère, Bovy et Balland sont ajoutés.

### Intérieur

#### Rez-de-chaussée
Le rez-de-chaussée du château de Gruyères était, au Moyen Âge, consacré aux fonctions domestiques. Il comprenait plusieurs espaces destinés au stockage et à la vie quotidienne. La salle voûtée et l’ancien arsenal, accessibles depuis la cour, servaient à entreposer des provisions et du matériel. Aujourd’hui, ces espaces accueillent des expositions temporaires.

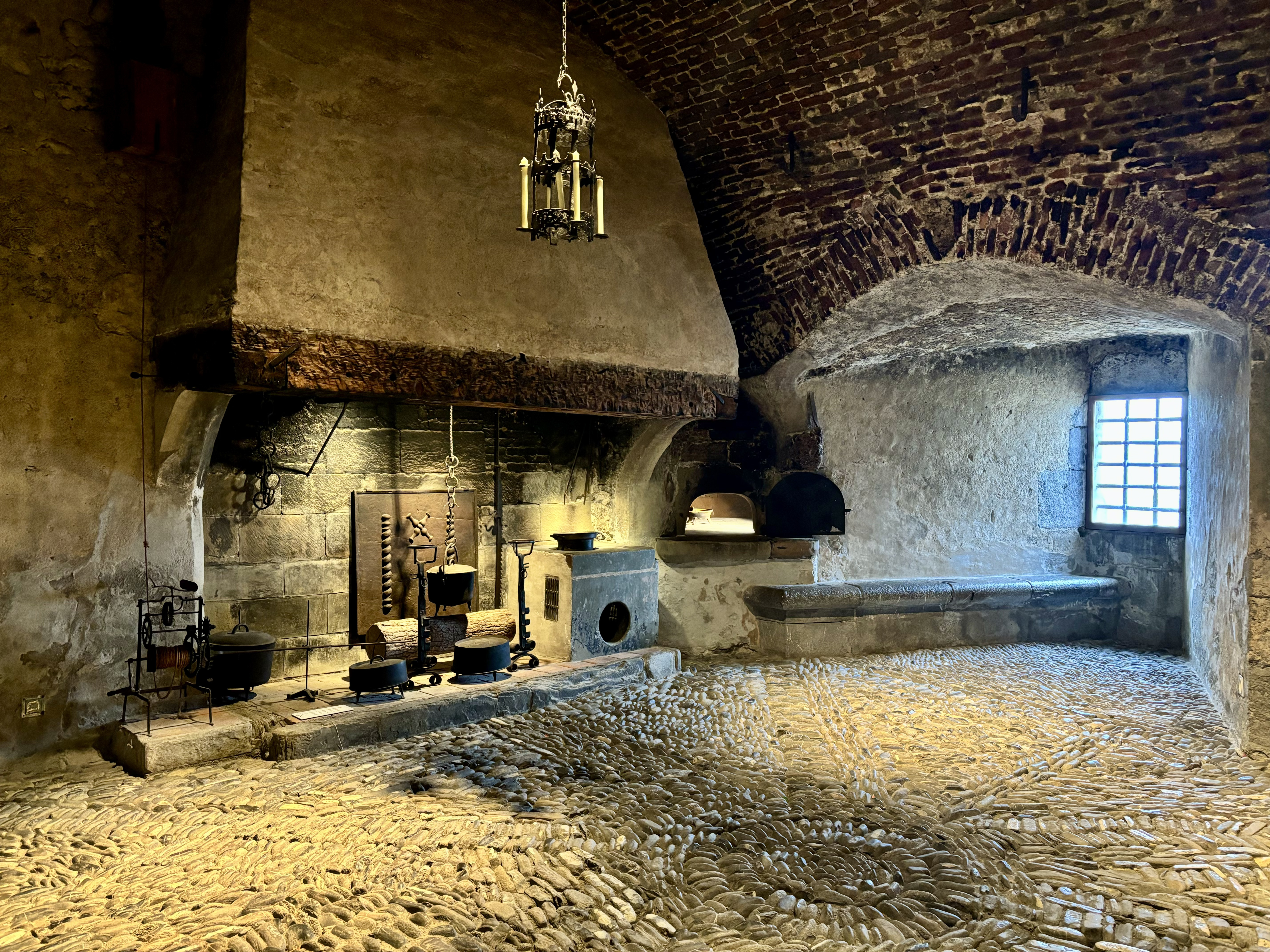
Cuisine avec sa fenêtre et son four percés au XV^{e} siècle et son sol en galets du XIX^{e} siècle.

La cuisine, réaménagée à la fin du XVe siècle, est dotée d’une fenêtre et d’un four creusé dans les murs du XIIIe siècle. Le sol en galets, ajouté au XIXe siècle, témoigne d’une transformation plus récente. La salle des gardes servait probablement de lieu de repos pour les soldats du château. Sa position stratégique près des accès principaux facilitait la surveillance et la défense de la forteresse.

#### Premier étage
La salle de Bourgogne expose des butins de la bataille de Morat (1476), notamment des chapes en velours noir brodé d’or et d’argent, ayant présumément appartenu au duc Philippe le Bon de Bourgogne, père de Charles le Téméraire.
La salle des baillis, témoignant de la période fribourgeoise, est décorée de vitraux héraldiques et d’un décor peint commandés en 1685 par Jean-Jacques d’Alt de Tieffenthal, mettant en valeur les armoiries des administrateurs successifs.

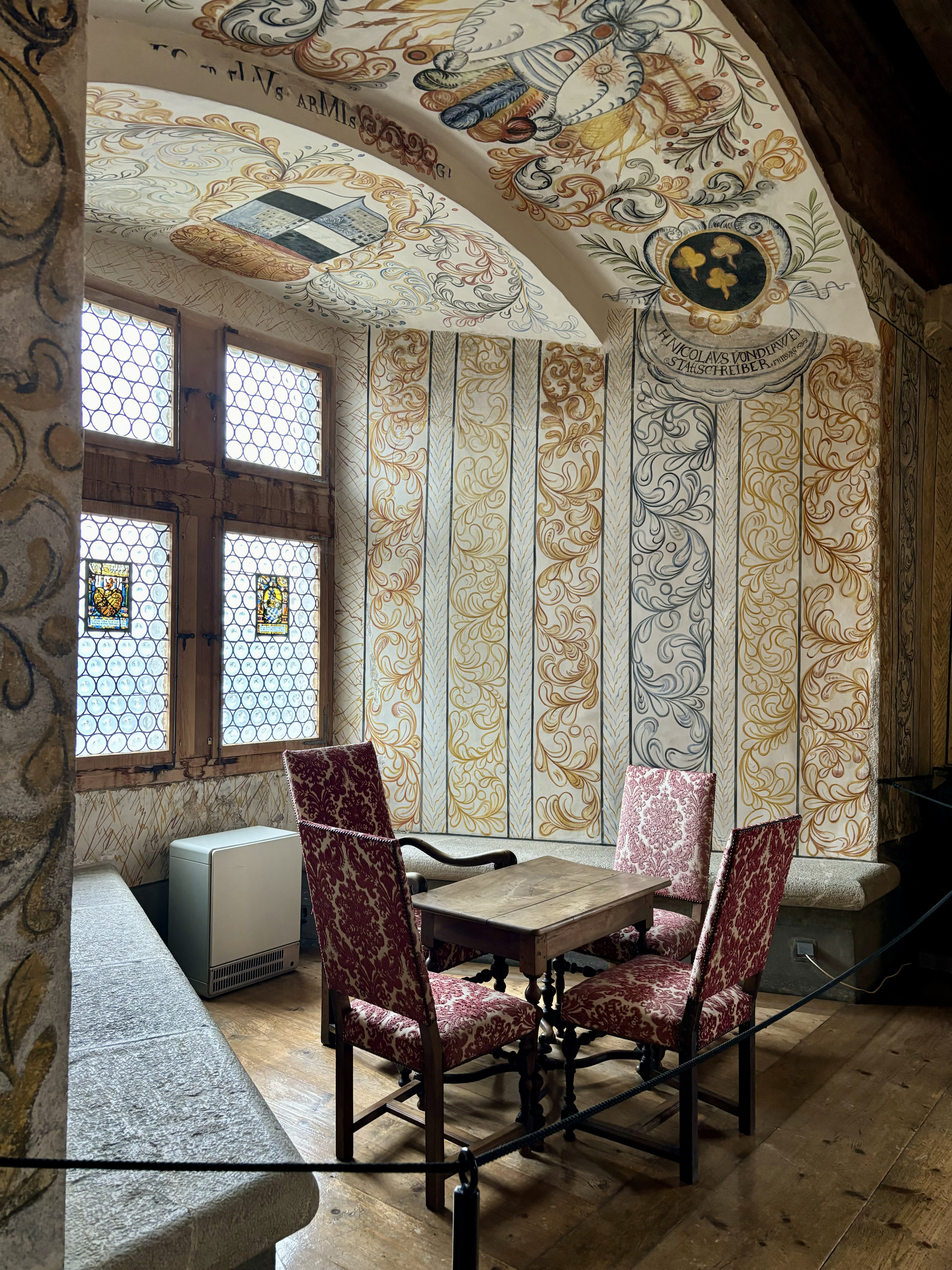
Décor peint de 1685-1686 par Meister Cuen dans la Salle des baillis

Le salon Corot doit son nom au peintre Jean-Baptiste Camille Corot, qui séjourna au château en 1852, 1857 et 1859. Il fit partie de la colonie artistique rassemblée autour de la famille Bovy. Le salon est décoré de peintures réalisées par Corot lui-même, ainsi que par Barthélemy Menn et Henri Baron.
La salle des comtes évoque le réaménagement du château par la famille Bovy, qui cherche à recréer son faste médiéval. Elle met en valeur du mobilier gothique, notamment un lit à baldaquin du XVe siècle et un dressoir sculpté aux armoiries de Jean Ier de Gruyère.

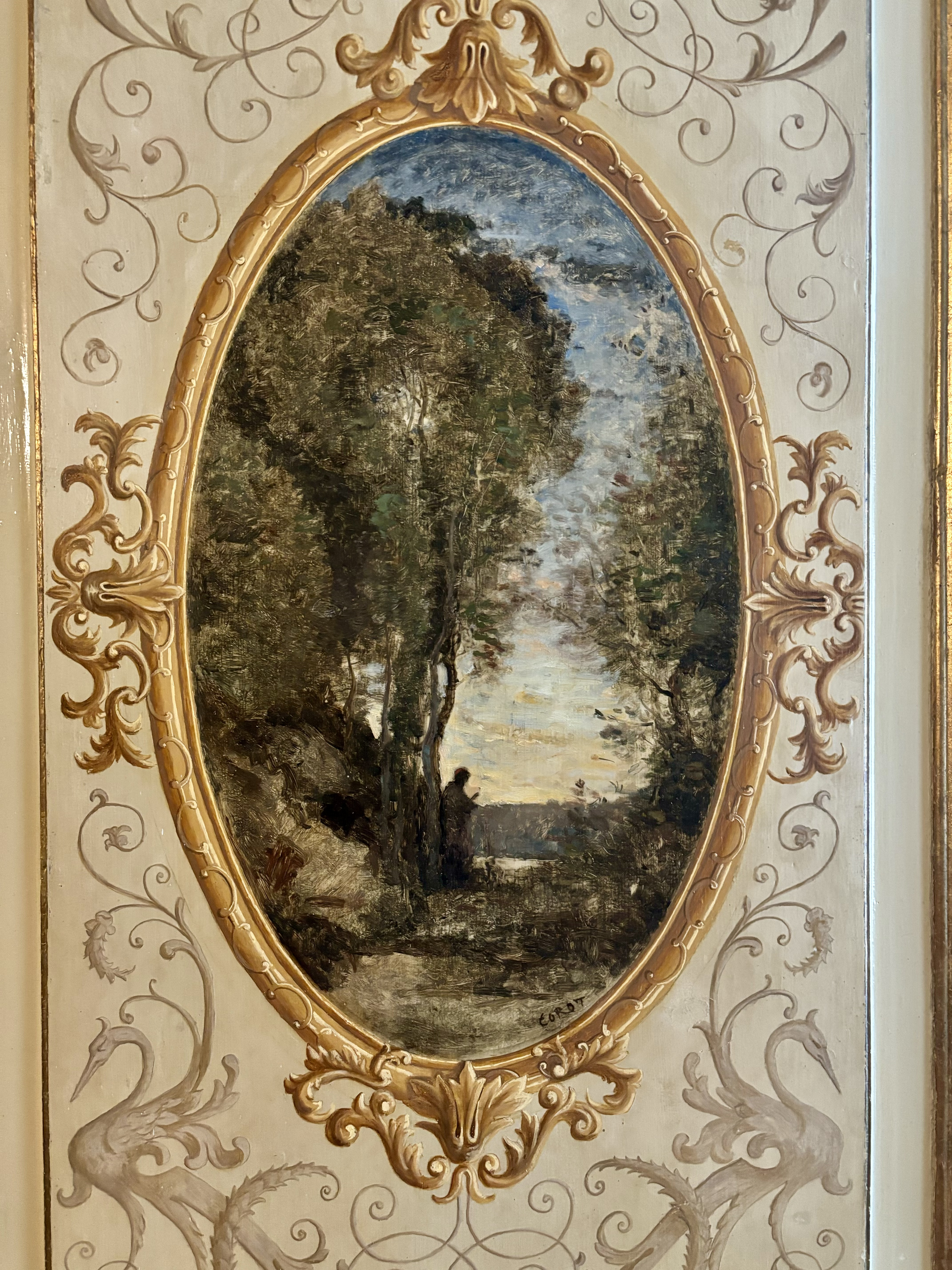
Petit ovale dans l'embrasure de la fenêtre dit "Le Liseur" (1857) de Jean-Baptiste Camille Corot dans le Salon Corot

Inaugurée en 2023, la salle des légendes propose une expérience immersive dans les contes et légendes de la région. À travers une mise en scène audiovisuelle interactive, elle présente des figures emblématiques telles que Gruérius, la Belle Luce et Chalamala, le célèbre bouffon du château. Cette salle met en lumière le patrimoine oral et les traditions populaires de la Gruyère.

#### Deuxième étage
La salle Grand Tour met en avant l’essor du tourisme dans la région, en particulier le rôle joué par les familles Bovy et Balland dans la valorisation du château.

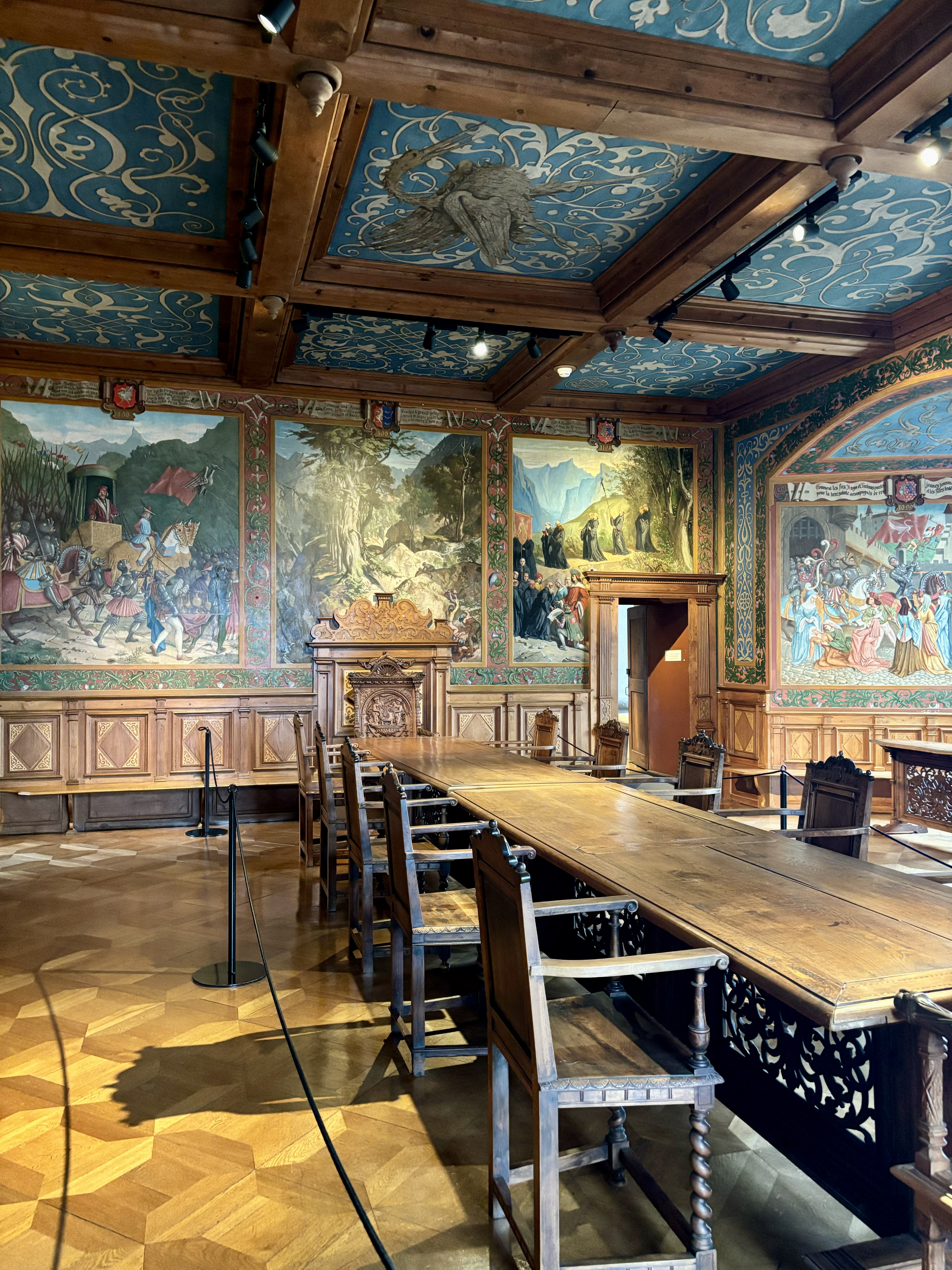
La Salle des Chevaliers et son décor

Le salon de musique évoque les soirées musicales et littéraires organisées au château, où des artistes et intellectuels se réunissaient pour échanger et créer. Le salon Furet, décoré par Francis Furet et Jules Crosnier vers 1875, présente un décor représentant les paysages gruériens, reflétant une atmosphère de sérénité et de douceur. La salle de chasse, ornée de trophées de chasse, témoigne de cette activité particulièrement prisée par les comtes de Gruyère et les baillis de Fribourg.
La salle des Médaillons, dotée d’un plafond peint à l’époque baillivale, met en valeur le travail des médailleurs et sculpteurs Antoine et Hugues Bovy, célèbres pour leurs médailles et reliefs commémoratifs.
La salle des chevaliers, conçue par Daniel Bovy, illustre à travers ses peintures murales l’histoire légendaire des comtes de Gruyère, depuis leur origine mythique jusqu’à la bataille de Morat.
Enfin, la galerie Baud-Bovy, dédiée au peintre Auguste Baud-Bovy, expose une collection de portraits et paysages réalisés par l’artiste. Elle reflète l’influence de la colonie artistique qui s’est développée au château sous l’impulsion de la famille Bovy.

## Expositions temporaires
Le Château de Gruyères présente chaque année des expositions temporaires mettant en avant la création artistique contemporaine suisse et internationale. La programmation poursuit ainsi la tradition d’accueil d’artistes vivants amorcée par les familles Bovy et Balland au XIXe siècle. Deux espaces, la Salle voûtée et l’Ancien arsenal, sont destinés exclusivement à ces expositions. Les œuvres contemporaines sont également intégrées au parcours historique du château. La programmation vise ainsi à faire dialoguer le patrimoine et la création contemporaine et à offrir une nouvelle perspective sur l’histoire et les collections du site.
En tant que site patrimonial classé d'importance nationale, le Château de Gruyères met également en lumière les traditions et l’histoire. Ainsi, chaque année, une exposition historique est consacrée aux festivités de Noël, explorant les rites et usages de cette période à travers le temps.

### Expositions historiques
- Crèches et santons de Provence – Les collections du MuCEM de Marseille – 29.11.2014 - 18.01.2015[6],[7]
- Petits paradis – Crèches et travaux de couvent – 28.11.2015 - 17.01.2016[8],[9]
- Mon beau sapin – Trésors et ornements de la collection Alfred Dünnenberger – 26.11.2016 - 15.01.2017[10],[11]
- Le temps de Noël en Appenzell – Traditions des Rhodes-Intérieures aux Rhodes-Extérieures – 25.11.2017 - 14.01.2018[12],[13]
- Ho Ho Ho! – De saint Nicolas à Santa Klaus – 24.11.2018 - 13.01.2019[14],[15]
- N'oublie pas mon petit soulier – Une histoire du cadeau de Noël – 23.11.2019 - 12.01.2020[16],[17]
- En attendant Noël – Calendriers de l’avent historiques – 27.11.2020 - 17.01.2021[18],[19]
- Noël pour la Patrie – 27.11.2021 - 16.01.2022[20],[21]
- Noël en Erzgebirge – 26.11.2022 - 15.01.2023[22],[23]
- Promesses de l'an nouveau – Origines et rites de la Saint-Sylvestre – 25.11.2023 - 14.01.2024[24],[25]
- Toute une histoire – Contes de Noël d’antan et d’aujourd’hui – 23.11.2024 - 12.01.2025[26],[27]

### Expositions artistiques
- Mélanie Rouiller – Berlin. Wedding. – 2012 - 03.05.2014 - 03.08.2014[28],[29]
- Stéphane Kropf – Crème double – 06.09.2014 - 16.11.2014[30],[31]
- Loredana Sperini – Si fa sera – 07.03.2015 - 21.06.2015[32],[33]
- Alt. + 1000 hors les murs – Edgar Martins – The Wayward Line - 11.07.2015 - 01.11.2015[34],[35]
- Anne-Julie Raccoursier – Great Hall – 20.02.2016 - 05.06.2016[36],[37]
- Photo Esplanade – Romano Riedo – Alpland – 02.04.2016 - 19.06.2016[38],[39]
- Christian Gonzenbach – La chute de Rome – 02.07.2016 - 30.10.2016[40],[41]
- Michael Rampa – blind approximate – 25.02.2017 - 04.06.2017[42],[43]
- Photo Esplanade – Olivier Vogelsang – Grand-messe – 01.04.2017 - 11.06.2017[44],[45]
- Sandrine Pelletier – Foreign Accent – 01.07.2017 - 22.10.2017[46],[47]
- Daniela Droz – L'envers du visible – 10.03.2018 - 03.06.2018[48],[49]
- Photo Esplanade – Anne Golaz – Corbeau – 07.04.2018 - 10.06.2018[50],[51]
- Corps célestes – 30.06.2018 - 21.10.2018[52],[53]
- Alois Lichtsteiner – Tosa Shoji – 02.03.2019 - 10.06.2019[54],[55]
- Photo Esplanade – Jessica Wolfelsperger – Saga – 30.03.2019 - 16.06.2019[56],[57]
- David Gagnebin-de Bons – Index du fantographe – 06.07.2019 - 20.10.2019[58],[59]
- Barbezat-Villetard – À hue et à dia – 03.07.2020 - 06.09.2020[60],[61]
- Photo Esplanade – Spécial PPAF – 03.07.2020 - 08.11.2020[62],[63]
- Photo Esplanade – Alfio Tommasini – Pairidaēza - 02.04.2021 - 20.06.2021[64],[65]
- Françoise Pétrovitch – À bruits secrets – 10.07.2021 - 17.10.2021[66],[67]
- Grégory Sugnaux – data romance – 11.03.2022 - 05.06.2022[68],[69]
- Photo Esplanade – Christelle Boulé – Botanica – 01.04.2022 - 19.06.2022[70],[71]
- Marc-Antoine Fehr – Les nuits bourguignonnes – 09.07.2022 - 16.10.2022[72],[73]
- Marcel Rickli – AEON – 11.03.2023 - 11.06.2023[74],[75]
- Photo Esplanade – Laurence Kubski – Crickets – 01.04.2023 - 18.06.2023[76],[77]
- Myriam Mechita – L'or et l'azur empliront nos mains d'un bleu infini – 08.07.2023 - 15.10.2023[78],[79]
- Sonia Kacem – La chute – 09.03.2024 - 09.06.2024[80],[81]
- Photo Esplanade – Maya Rochat – Action will follow vision – 06.07.2024 - 29.09.2024[82],[83]
- Jon Merz – Le jardin d'eau – 06.07.2024 - 27.10.2024[84],[85]